# Грациани, Джироламо
Грациани (граф Girolamo Graziani) — итальянский поэт (1604—1675), считался в свое время третьим поэтом, после Ариоста и Тасса. Его эпические поэмы — «Cleopatra» в 13 песнях (Венеция, 1632—1670) и «Conquesti di Granata» в 26 песнях (Мод., 1650, Неап., 1651). Кроме того, он ещё написал: «Rime», «La Callisto», «Il Colosso sacro», «Varie poesie e prose», «L’ercole Gallico» и драму «Il Cromuele».